# Rocca di Cave
Rocca di Cave település Olaszországban, Lazio régióban, Róma megyében. Lakosainak száma 351 fő (2023. január 1.). Rocca di Cave Capranica Prenestina, Castel San Pietro Romano, Genazzano, Palestrina és Cave községekkel határos.

## Népesség
A település lakossága az elmúlt években az alábbi módon változott:
| Lakosok száma | 378  | 371  | 351  |
|               | 2017 | 2018 | 2023 |